# Karateklubb Zendokai
Karateklubb Zendokai är en karateklubb i Halmstad i Sverige.

## Historia
En av Sveriges stora karatepionjärer Roy Andersson gick till sjöss i slutet av 1950-talet som fartygsmaskinist och kom vid ett besök i Yokohama med ostindiska kompaniet i kontakt med karate i en bokhandel. När han återvände hem grundade han 1965 Zendokai karateklubb i Oskarström strax öster om Halmstad. Zendokai karate var Sveriges första karateklubb i stilen Shotokan. 
1971 kom Ted Hedlund till Malmö från Chicago och tillsammans med Roy Andersson, Björn Grunstein, Leif Söderberg och Anders Rydelius bildade de 1972 Swedish Shotokan Association, det som i dag är JKA Sweden. 

## Zendokai karate idag
Zendokai karate tränar i dag i en egen dojo på Österängsgatan 50 i Halmstad. Klubben är en ideell förening som leds av en styrelse. Karateträningen leds av drygt femton instruktörer. 
Klubben firar 2025 sitt 60-årsjubileum.
Zendokai är ansluten till JKA Sweden (Japan Karate Association) och Svenska Karateförbundet.
I mars 2016 utsågs Zendokai till årets idrottsförening bland de 365 olika klubbarna i Sverige.